# Melty Blood
Melty Blood (メルティブラッド Meruti Buraddo?) es un juego de lucha 2D doujin de origen japonés desarrollado por TYPE-MOON y French-Bread (conocido como Watanabe Seisakujo antes de 2003). El juego es un spin-off de la novela visual de TYPE-MOON Tsukihime. 
Melty Blood apareció originalmente para PC en diciembre de 2002. Dos años más tarde, en mayo de 2004, se publicó una expansión llamada Re-ACT, y en julio de 2005 se lanzó Re-ACT Final Tuned. También se realizó una versión para máquinas arcade y para PlayStation 2 denominada Melty Blood Act Cadenza de la que se publicó una conversión para PC en julio de 2007.
Act Cadenza figura entre los títulos presentes en el torneo internacional de juegos de lucha Tougeki - Super Battle Opera en 2006 y 2007.
También se ha adaptado a un manga, con dibujo de Takeru Kirishima y publicado por el magazine Comp Ace en 2005.

## Versiones del juego

### Melty Blood Re-ACT
Es una expansión para el juego original que presentaba un "Modo Arcade" cuya línea argumental tenía lugar después del Melty Blood original. La expansión poseía numerosos cambios respecto al equilibrio de personajes y eliminaba muchos combos infinitos. Además se crearon nuevos movimientos para los personajes doppelgänger, mientras que en el original la mayoría de estos personajes tenían movimientos casi idénticos. También había cambios en la mecánica del juego y se añadieron varios personajes nuevos, aunque sólo dos eran seleccionables.
- Len
- Satsuki Yumizuka
- Neco-Arc (personaje no seleccionable)
- Executioner Ciel (personaje no seleccionable)
- White Len (subjefe no seleccionable)
- Aoko Aozaki (jefe no seleccionable)
- Arima Miyako

#### Requisitos del sistema
- Sistema Operativo: Windows 98/ME/2000/XP
- CPU: Pentium III 600 MHz (recomendado 1 GHz)
- RAM: 128 MB (recomendado 256 MB)
- VGA: Direct3D 640x480 y 65536 colores. VRAM 32 MB (recomendado 128 MB)
- Sonido: Compatible DirectSound
- Otros: Recomendado Gamepad de 4 botones.

### Melty Blood Re-ACT Final Tuned
Es la revisión final de Melty Blood Re-ACT. Final Tuned incorpora varias características diseñadas para permitir que el sistema de juego sea más parecido al de Melty Blood Act Cadenza. También incluye alguna pequeña actualización en las animaciones.
Las características más destacadas son:
- Compatibilidad con controladores analógicos
- Nuevas opciones de configuración que permiten asignar comandos de varios botones a uno solo
- Posibilidad de cambiar y ajustar muchas de las variables internas del juego
- Cuatro colores nuevos para cada personaje

### Melty Blood Act Cadenza

#### Versión arcade
Melty Blood Act Cadenza es una versión arcade de Melty Blood para el sistema NAOMI realizada por ECOLE y publicada el 25 de marzo de 2005. Presentaba nuevos personajes, una nueva mecánica para el sistema de juego y se reorganizó la línea argumental. Debido a la extremada similitud entre el hardware de NAOMI y el de Dreamcast muchos usuarios demandaron una conversión para la consola de Sega que finalmente no se llegó a realizar.
Los novedades relativas a personajes en Act Cadenza son:
- Aoko Aozaki (seleccionable desde el inicio)
- Kouma Kishima (nuevo personaje y seleccionable desde el inicio)
- Neco-Arc (seleccionable)

Algunos de los cambios en el sistema de juego incluyen:
- Introducción de un nuevo tipo de shielding (el anterior sistema de shielding pasa a denominarse EX Shielding)
- Ajuste de cuadros de animación y propiedades de ataque
- Maniobra de evasión
- Introducción de límite de tiempo en los combates

Otras novedades de Act Cadenza son:
- Nuevas imágenes de los personajes
- Nuevos escenarios
- Nuevas melodías de fondo
- Nuevos efectos especiales
- Nuevas animaciones

El 5 de agosto de 2005 se distribuyó una nueva versión que corregía algunos errores críticos y de equilibrio de personajes denominada Melty Blood Act Cadenza Ver.A.

#### Versión PS2
El 10 de agosto de 2006 se puso a la venta Melty Blood Act Cadenza para la consola PlayStation 2 de Sony. Sin embargo, no era una versión exactamente igual a la de recreativa, ya que presentaba varios cambios en el equilibrio de personajes y revisiones en el sistema de juego. Además, se incluían los modos "Supervivencia" (Survival Mode) y "Entrenamiento" (Training Mode) y un nuevo personaje oculto: Neco-Arc Chaos.

### Melty Blood Act Cadenza Ver.B
Melty Blood Act Cadenza Ver.B es una versión arcade del juego de PS2 en el que se incluyen varios cambios y actualizaciones, la más destacada es la inclusión de White Len como personaje seleccionable desde el inicio. También presenta un nuevo botón denominado Quick Action (Acción Rápida). Publicado el 26 de diciembre de 2006.

### Melty Blood Act Cadenza Ver.B2
Melty Blood Act Cadenza Ver.B2 es una actualización de la serie para arcade que corrige varios errores y fallos de Melty Blood Act Cadenza Ver.B e incluye una nueva versión más completa de Neco-Arc Chaos. Se publicó el 20 de marzo de 2007.

### Melty Blood Act Cadenza Ver.B PC
Melty Blood Act Cadenza Ver.B PC es una versión para Windows PC del arcade Ver.B2. Se publicó el 27 de julio de 2007 y desde entonces han aparecido cuatro parches que corrigen ciertos errores y añaden alguna pequeña funcionalidad; el último de ellos el 10 de septiembre de 2007 y corresponde a la versión 1.03A.
Las principales novedades de esta versión son:
- Nuevos personajes, Neco Chaos Black G666 (que reemplaza a G-Akiha de Melty Blood Re-ACT) y Damien Armies (cuatro Neco-Arc Chaos que hay que vencer uno tras otro)
- Modo Tag-Team (combates de 2 contra 2 por turnos)
- Modo Team Battle (combates de 2 contra 2 con todos los personajes simultáneamente en pantalla)
- Modo Giant Attack 666 (modo oculto que consiste en un combate a un único asalto contra Neco Chaos Black G666)

Existe una edición especial denominada Melty Blood Act Cadenza Ver.B Limited Edition la cual incluye, aparte del juego, su banda sonora original.

#### Requisitos del sistema
- Sistema Operativo: Windows 2000/XP/Vista
- CPU: Pentium III 500 MHz o superior
- RAM: 256 MB
- Disco duro: 1,5 GB
- VGA: DirectX 9.0c. VRAM 64 MB
- Sonido: Compatible DirectSound
- Otros: Recomendado gamepad de 6 botones

### Melty Blood Actress Again
Melty Blood Actress Again se publicó en 2008 para placa recreativa NAOMI. Al igual que los anteriores títulos sigue siendo en 2D y entre otras presenta las siguientes novedades:
- Nuevos personajes: Michael Roa Valdamjong, Riesbyfe Stridberg, Archetype-Earth (versión de la realeza de Arcueid Brunestud), Seifuku Akiha (Akiha Tohno en su traje escolar) y Shiki Ryougi. El jefe final de este juego es Dust of Osiris (El polvo de Osiris)
- Nuevos escenarios
- Tres modos de juego, Full Moon, Half Moon y Crescent Moon
- Nuevas imágenes en la selección de personajes
- Nuevos movimientos de varios personajes
- Medidor de bloqueo

### Melty Blood Actress Again Current Code
Melty Blood Actress Again Current Code es una versión actualizada lanzada en el 2012 bajo en una placa recreativa de SEGA "RINGWIDE" es de los primeros juegos de pelea 2D para Ringwide de SEGA.

## Personajes
A continuación se detalla una tabla con todos los personajes aparecidos en Melty Blood. Se toma como referencia la versión Act Cadenza Ver.B PC, por lo que los nombres se encuentran escritos de la misma manera que en esa versión. Dado que algunos nombres cambian ligeramente respecto a versiones anteriores, utilizan otro sistema de romanización o simplemente a algunos personajes se les conoce de diversas formas, se incluyen los nombres alternativos en la columna "Otros nombres".
| Nombre                | Nombre original                | Seiyū (actor de voz)                       | Seleccionable                       | Otros nombres                                                           |
| --------------------- | ------------------------------ | ------------------------------------------ | ----------------------------------- | ----------------------------------------------------------------------- |
| Akiha Tohno           | 遠野秋葉                       | Hitomi                                     | Sí                                  |                                                                         |
| Akiha Vermilion       | 紅赤朱秋葉                     | Hitomi                                     | Sí                                  | Aka Akiha, Kurenaisekishu Akiha, Reversed Akiha, Sekishu Akiha, V.Akiha |
| Aoko Aozaki           | 蒼崎青子                       | Kotono Mitsuishi                           | Sí, desde Act Cadenza               |                                                                         |
| Arcueid Brunestud     | アルクェイド・ブリュンスタッド | Ryōka Yuzuki                               | Sí                                  | Arc                                                                     |
| Archetype: Earth      | 真祖アルクェイド               | Ryōka Yuzuki                               | Sí,desde Actress Again Current Code | True Ancestor Arcueid                                                   |
| Ciel                  | シエル                         | Kumi Sakuma                                | Sí                                  |                                                                         |
| Hisui                 | 翡翠                           | Miyu Matsuki                               | Sí                                  |                                                                         |
| Hisui & Kohaku        | 翡翠&琥珀                      | Miyu Matsuki (Hisui) Naoko Takano (Kohaku) | Sí                                  |                                                                         |
| Kohaku                | 琥珀                           | Naoko Takano                               | Sí                                  |                                                                         |
| Kouma Kishima         | 軋間紅摩                       | Jūrōta Kosugi                              | Sí, desde Act Cadenza               |                                                                         |
| Len                   | レン                           | Kaori Mizuhashi                            | Sí, desde Re-ACT                    | Ren                                                                     |
| Mech-Hisui            | メカヒスイ                     | Miyu Matsuki                               | Sí                                  | Mecha Hisui                                                             |
| Miyako Arima          | 有間都古                       | Miwa Kozuki                                | Sí                                  |                                                                         |
| Neco-Arc              | 猫アルク                       | Ryōka Yuzuki                               | Sí, desde Act Cadenza               | Neko-Arc, Cat Arc                                                       |
| Neco-Arc Chaos        | ネコアルク・カオス             | Jouji Nakata                               | Sí, desde Act Cadenza PS2           | Neko Chaos, Neko-Arc Chaos                                              |
| Nrvnqsr Chaos         | ネロ・カオス                   | Jouji Nakata                               | Sí                                  | Nero Chaos                                                              |
| Red Arcueid           | 暴走アルクェイド               | Ryōka Yuzuki                               | Sí                                  | Warcueid, Bousou Arcueid                                                |
| Satsuki Yumizuka      | 弓塚さつき                     | Omi Minami                                 | Sí, desde Re-ACT                    | Sacchin, Yumizuka, Yumitsuka                                            |
| Shiki Nanaya          | 七夜志貴                       | Kenji Nojima                               | Sí                                  |                                                                         |
| Shiki Tohno           | 遠野志貴                       | Kenji Nojima                               | Sí                                  |                                                                         |
| Sion Eltnam Atlasia   | シオン・エルトナム・アトラシア | Rio Natsuki                                | Sí                                  | Shion                                                                   |
| Sion TATARI           | 吸血鬼シオン                   | Rio Natsuki                                | Sí                                  | Kyuuketsuki Shion, Vampire Sion, V.Sion                                 |
| Warachia              | ワラキアの夜                   | Yasunori Masutani                          | Sí                                  | Wallachia, Warakia, Warakia no Yoru                                     |
| White Len             | 白レン                         | Kaori Mizuhashi                            | Sí, desde Act Cadenza Ver.B         | Shiroi Len                                                              |
|                       |                                |                                            |                                     |                                                                         |
| Damien Armies         |                                | Jouji Nakata                               | No                                  |                                                                         |
| Executioner Ciel      |                                |                                            | No                                  |                                                                         |
| G-Akiha               | G秋葉                          |                                            | No                                  | Giant Akiha                                                             |
| Neco Chaos Black G666 | ネコカオス ブラックG666        |                                            | No                                  |                                                                         |

## Sistema de juego
Melty Blood hace uso de conceptos muy extendidos en los juegos de lucha, como cancels (cancelar un ataque normal con uno especial antes de que termine su animación, permitiendo combos más complejos y dañinos), chain combos (encadenar varios movimientos normales) y el uso de barras de energía (Magic Circuit o Circuito Mágico). También incorpora el Shielding, una técnica defensiva avanzada comparable al Parrying en Street Fighter III: 3rd Strike y los Slash Backs en Guilty Gear XX: Accent Core.
(EX) Shielding: Es una técnica que permite bloquear ataques. Se activa mediante la pulsación de un botón en el momento justo para repeler el ataque del oponente y poder realizar un contragolpe. Sin embargo, si no se realiza en el momento exacto del impacto, un intento de EX Shield deja al jugador completamente vulnerable. En las últimas versiones de Melty Blood, la realización de un EX Shield durante el estado Blood Heat activa un ataque único denominado Last Arc. En Melty Blood Act Cadenza se introdujo un nuevo tipo de shielding que permite al jugador mantener pulsado el botón de Shield durante un determinado período para defenderse de varios ataques, aunque mientras se utiliza esta técnica el nivel del Circuito Mágico desciende rápidamente.
Magic Circuit (Circuito Mágico): Es un sistema que permite al jugador almacenar un nivel de hasta 300% en un contador. Tiene varios usos, como permitir EX Attacks (versiones más potentes de los movimientos especiales) y poder activar los modos Heat y Blood Heat. Estos modos regeneran una porción de la barra de vida del jugador y permiten realizar los ataques más poderosos del personaje, conocidos como Arc-Drives y Last Arcs. Todas estas técnicas consumen Circuito Mágico, que va aumentando al atacar al oponente, y en menor medida al defenderse con éxito. El nivel del Circuito Mágico se mantiene entre asaltos.
Aerial Recovery (Recuperación Aérea): Es una medida defensiva utilizada tras recibir un ataque en el aire. Se realiza pulsando cualquier botón y opcionalmente una dirección. Proporciona invulnerabilidad temporal al jugador y permite reanudar la acción, pero puede ser perjudicial en determinadas circunstancias si el atacante predice la dirección en la que se realiza la Recuperación Aérea.
Clashing (Impacto simultáneo): Es un estado ofensivo en el que ciertos golpes o movimientos impactan directamente en un ataque del oponente. No se recibe ningún daño y ambos jugadores pueden cancelar sus ataquess como si se hubieran realizado con éxito.
Circuit Break (Rotura de Circuito): Algunos personajes, normalmente tras realizar su Last Arc, pueden sumir a su oponente en un estado llamado Circuit Break. En este estado se bloquea el Circuito Mágico durante un corto período durante el cual no es posible aumentar el nivel del circuito ni realizar ninguna técnica que requiera Circuito Mágico. Una vez recuperado, el nivel de Circuito Mágico que se le devuelve es la mitad de lo que tenía antes de la rotura, excepto si estaba en modo Heat, Blood Heat o MAX, en cuyo caso el nivel del circuito pasaría a ser cero.
Circuit Spark: Permite a un jugador que esté recibiendo o bloqueando un ataque contrarrestarlo con un "aura" invencible y no bloqueable que sacrifica todo el Circuito Mágico disponible en ese momento. Esta técnica sólo se puede realizar mientras el personaje está de pie o agachado, pero no está disponible cuando está en el aire o tendido en el suelo.
Shield Bunker: Al ejecutar esta técnica se realiza un shield e inmediatamente después se contraataca con un golpe. También se puede efectuar mientras se está en posición de bloqueo, a costa de un pequeño porcentaje de Circuito Mágico.

## Música

### Promised Dawn
La banda sonora original del juego, Promised Dawn, se publicó originalmente el 29 de abril de 2003. La música del primer disco (VS Part) fue compuesta y producida por Raito. La del segundo disco (Novel Part) fue compuesta por Kate y producida por Haga Keita, con arreglos de James Harris en la pista 7 y de Number 201 en la 9.
| Pista | Título                | Duración |
| ----- | --------------------- | -------- |
| 1     | Melty Blood           | 3:27     |
| 2     | I Will Begin          | 0:47     |
| 3     | On the Edge           | 0:13     |
| 4     | Encount               | 3:30     |
| 5     | Elegant Summer        | 2:56     |
| 6     | Troublesome Visitor   | 3:35     |
| 7     | Fearless              | 2:08     |
| 8     | Noble Mind            | 2:04     |
| 9     | Stillness Dark        | 3:29     |
| 10    | For Crimson Air       | 3:12     |
| 11    | Midnight Raider       | 3:56     |
| 12    | PE-RI-CA              | 3:40     |
| 13    | The Theme of Arcueid  | 2:38     |
| 14    | Emergency Occurrence  | 3:14     |
| 15    | Help Me!              | 3:32     |
| 16    | The End of 1000 Years | 3:06     |
| 17    | A G Man               | 1:38     |
| 18    | Chinese Girl          | 2:21     |
| 19    | Count Down            | 0:44     |
| 20    | Remember!             | 0:30     |
| 21    | Memories of Once      | 5:45     |
| 22    | Bonus Track           | 8:08     |

| Pista | Título                           | Duración |
| ----- | -------------------------------- | -------- |
| 1     | Intro -23:54-                    | 0:36     |
| 2     | Ready                            | 1:57     |
| 3     | Together                         | 2:20     |
| 4     | Daydream                         | 2:45     |
| 5     | Alchemist                        | 3:14     |
| 6     | Another Wonder                   | 2:27     |
| 7     | Bad Memory (daydream JH remix)   | 1:32     |
| 8     | Phantom Night                    | 1:45     |
| 9     | Under the Moon (Gekka 201 remix) | 1:57     |
| 10    | Outro -06:21-                    | 0:43     |
| 11~20 | Character Voice Collection       | 22:03    |

### BGM Collection
Con la edición limitada de Act Cadenza Ver.B PC se incluye su banda sonora, Melty Blood Act Cadenza Ver.B BGM Collection, que incorpora respecto a Promised Dawn algunos temas nuevos y ciertos cambios en otros.
| Pista | Título                | Duración |
| ----- | --------------------- | -------- |
| 1     | Starting Act Cadenza  | 0:37     |
| 2     | Victimize             | 0:52     |
| 3     | Assailant             | 1:20     |
| 4     | Bad Presentiment      | 0:48     |
| 5     | Wanderer              | 0:33     |
| 6     | Eyesore               | 0:11     |
| 7     | Underdog!             | 0:45     |
| 8     | Easy Job!             | 0:45     |
| 9     | Nightmare Now...      | 0:12     |
| 10    | Retort?               | 0:17     |
| 11    | Tomorrow              | 0:13     |
| 12    | Abyss                 | 1:00     |
| 13    | The End of 1000 Years | 3:12     |
| 14    | Encount               | 3:10     |
| 15    | Stillness Dark        | 2:26     |
| 16    | For Crimson Air       | 3:07     |
| 17    | Elegant Summer        | 3:13     |
| 18    | Troublesome Visitor   | 3:06     |
| 19    | Noble Mind            | 2:09     |
| 20    | Tenseness             | 2:42     |
| 21    | PE-RI-CA              | 2:48     |
| 22    | Severe Person         | 2:34     |
| 23    | Obscure Zone          | 2:37     |
| 24    | Basílica              | 2:48     |

| Pista | Título                      | Duración |
| ----- | --------------------------- | -------- |
| 1     | Stray Cat                   | 3:11     |
| 2     | Lurk...                     | 2:25     |
| 3     | The Theme of Arcueid        | 2:28     |
| 4     | Midnight Raider             | 3:22     |
| 5     | Fairy Tale Transparently    | 2:57     |
| 6     | Beat from "Melty Blood"     | 3:36     |
| 7     | Wonderful Boy               | 3:32     |
| 8     | Blood Heat!                 | 2:37     |
| 9     | Fight! Our Mecha Hisui!     | 2:24     |
| 10    | GCV2005                     | 2:26     |
| 11    | Silent Rumble               | 2:38     |
| 12    | Maze Walker                 | 2:24     |
| 13    | Modernism Street            | 3:11     |
| 14    | GCV2007 -Another Episode-   | 2:51     |
| 15    | Memories of Ones            | 1:58     |
| 16    | The Dream Has Not Yet Ended | 2:13     |

## Parches no oficiales
Para las versiones PC de Melty Blood han aparecido diversos parches que alteran el juego original para modificar ciertos aspectos del mismo o añadir alguna funcionalidad. Se pueden encontrar parches que permiten el juego en red o modificar la configuración del teclado, ambas funciones inexistentes de serie. Otros parches desbloquean el uso de los personajes no seleccionables, es decir, White Len, Executioner Ciel, Neko-Arc, Aoko Aozaki y G-Akiha en Melty Blood Re-ACT y Neko Chaos Black G666 y Damien Armies en Act Cadenza Ver.B PC. Al no ser parches oficiales distribuidos por el desarrollador, en algunos casos su uso puede provocar problemas de funcionamiento y errores no controlados en el juego.
Además, Revolve Translations estuvo trabajando en un parche para traducir el Melty Blood original del japonés al inglés, ya que éste incluía un modo historia con gran cantidad de texto. Más tarde también publicaron la correspondiente traducción de Melty Blood Re-ACT, y han comenzado ya el proyecto de traducción de la versión Act Cadenza para PC.

## Curiosidades
Act Cadenza Ver.B para PC incluye un huevo de Pascua que consiste en que en determinadas fechas aparece una imagen en la pantalla de presentación relacionada con el evento de ese día. Estas fechas son: el 25 de diciembre, Día de Navidad; el 1 de enero, Año Nuevo y el 9 de septiembre, cumpleaños de Len (uno de los personajes). Aunque se puede acceder a estas imágenes en cualquier momento cambiando la fecha del ordenador por alguna de las indicadas y ejecutando el juego.

## Melty Blood: Type Lumina
Melty Blood: Type Lumina es el quinto juego de la saga y el primero en usar animaciones en Alta definición. Es un reinicio/precuela de la saga y en tiempo ocurre diez días antes de los hechos de la novela Tsukihime: A piece of blue glass moon, y explorando las rutas de Satsuki Yumizuka (no existente en la obra) y Kagetsu Tohya. 

### Desarrollo
En 2010 se planeaba una re-edición de la saga Melty Blood usando alta definición, pero el desarrollo se estancó cuando Type-Moon comenzó a desarrollar Mahou Tsukai no Yoru, en su lugar, French Bread desarrolló Under Night In-Birth en 2016, en el cual se incluyó como personaje invitado a la coprotagonista de Melty Blood, Sion Eltnam Atlasia (Renombrada Eltnum en el juego).
Diez años después del lanzamiento del título original, Type-Moon y French Bread retomaron el trabajo sobre Melty Blood, desarrollándolo como un escenario alternativo al primer juego, tomando rutas alternas de las novelas de Tsukihime, lo que daría pie a la aparición de nuevos personajes y la posible no aparición de otros. Tomando como idea los juegos desarrollados por Arc System Works sobre el motor Unreal Engine 3 (principalmente Guilty Gear Xrd), el enfoque del juego es sobre las interacciones entre sus personajes por sobre la cantidad de los mismos
El juego fue anunciado el 25 de marzo de 2021 con French Bread como desarrolladora y Project Lumina (Type-Moon, Aniplex y Delightworks) como productora, lanzado el 30 de septiembre de 2021, siendo el 24 de agosto del corriente la liberación para pruebas, con un roster de 14 personajes.
Un mes posterior a su lanzamiento, se anunció la llegada del primer Contenido descargable: Una versión vampiresca de Noel denominada "Dead Apostle Noel", y el regreso de Aoko Aozaki, coincidente con el lanzamiento de la película y de las versiones caseras de Mahou Tsukai no Yoru. Ambas serán liberadas el 13 de enero de 2022. Dos personajes adicionales serán lanzados en la primavera boreal de 2022

### Sistema de juego
La mayoría de los sistemas de juego provienen de los juegos anteriores de Melty Blood representados en la línea de tiempo original, con la excepción de Guard Meter y Moon Styles.
Estas nuevas mecánicas son:
- Rapid Beat: Auto-combo que permite a los jugadores ejecutar combinaciones presionando repetidamente un botón de ataque. Sin embargo, una vez que se presiona el mismo botón mientras se usa esta mecánica, el tercer combo de cadena se dirigirá inmediatamente a un Lanzador mientras está en el suelo y se lanzará al aire, además de no poder realizar Reverse Beat.
- New Moon Systems:
  - Moon Skills: movimientos especiales muy poderosos que se pueden desatar consumiendo los íconos lunares que aparecen junto al indicador de vida. Estos causan un daño mayor que los movimientos especiales normales, y no solo son poderosos, sino que también son fáciles de activar con controles simples que utilizan combinaciones de botones de dirección y botones de ataque.
  - Moon Drive: un power-up basado en Chain Shift / Roman Cancel / Overdrive que se puede activar usando todos los Iconos de la Luna en cualquier momento con más de la mitad de su capacidad. Aumenta temporalmente la habilidad lunar, aumenta el circuito mágico o el número de posibles saltos / guiones, además de proporcionar varios otros efectos.

Además, se ha actualizado la mecánica de movimientos de los Last Arc y se ha recibido una opción alternativa: los Last Arc de algunos personajes antiguos se han rediseñado en secuencias similares a Instant Kill; En lugar de requerir un EX Shield, ahora se puede acceder a los Last Arc como combo ender a través de una nueva opción normalmente, similar a la mecánica Infinite Worth EXS de Under Night In-Birth, pero sin el requisito de tener poca salud.

### Personajes
El juego fue lanzado con un roster de 14 peleadores, donde tres son debutantes (marcados en negrita) con uno de ellos proveniente de otra saga (Saber, de la serie Fate/stay night, otra de las series de Type-Moon).
Luego se agregaron 8 personajes como contenido descargable, dando un total de 22 peleadores
- Shiki Tohno
- Arcueid Brunestud
- Ciel
- Akiha Tohno
- Hisui
- Kohaku
- Kouma Kirishima
- Hisui & Kohaku
- Miyako Arima
- Noel
- Michael Roa Valdamjong
- Vlov Arkhangel
- Red Arcueid
- Saber (Coprotagonista de la serie Fate/stay night)
- Dead Apostle Noel [19]
- Aoko Aozaki
- Powered Ciel
- Mario Gallo Bestino
- Neco-Arc
- Mash Kyrielight/Shielder
- Ushiwakamaru/Rider [20]
- Conde de Monte Cristo/Avenger [20]

Mash, Ushiwakamaru y Conde de Montecristo provienen de Fate/Grand Order
Dead Apostle Noel y Aoko Aozaki fueron agregadas el 13 de enero de 2022, Powered Ciel y Mario el 14 de abril,  Neco-Arc y Mash el 14 de agosto y finalmente Ushiwakamaru y Conde de Monte Cristo el 15 de diciembre